# 大叶越桔
大叶越桔（学名：Vaccinium petelotii），为杜鹃花科越桔属下的一个植物种。